# Henry Belasyse (2e comte Fauconberg)
Pour les articles homonymes, voir Belasyse.
Henry Belasyse, 2e comte Fauconberg (13 avril 1742 - 23 mars 1802) est un homme politique britannique.

## Biographie
Il est le fils de Thomas Belasyse (1er comte Fauconberg) et de Catherine Betham.
Il est député de Peterborough entre 1768 et 1774, siégeant pour le parti Whig. Après avoir succédé à son père en 1774, il occupe son siège à la Chambre des lords. Il est un Lord de la chambre à coucher de 1777 jusqu'à sa mort en 1802, et est Custos Rotulorum et Lord Lieutenant du North Riding of Yorkshire pendant la même période.

## Mariages et descendance
Le 29 mai 1766, il épouse Charlotte Lamb, fille de Matthew Lamb (1er baronnet), et sœur de Peniston Lamb (1er vicomte Melbourne). Ensemble ils ont quatre filles:
- Anne Belasyse (1760-1808), épouse Sir George Wombwell, 2e baronnet en 1791
- Charlotte Belasyse (1767-1825), mariée à Thomas Edward Belasyse-Wynn
- Elizabeth Belasyse (1770-1819), épouse Bernard Howard (12e duc de Norfolk) en 1789 et se remarie avec Richard Bingham (2e comte de Lucan) en 1794
- Harriet Belasyse (1776– est morte jeune).

Le 5 janvier 1791, il épouse Jane Cheshyre, fille de John Cheshyre, de Bennington comté de Hertford. Elle est décédée le 4 avril 1820 et ils n'ont pas d'enfants.
Comme il n'a pas de fils, son comté s'éteint à sa mort. Son cousin, Rowland Belasyse, lui succède dans sa vicomté et sa baronnie. Par son épouse, il est l'oncle du Premier ministre whig William Lamb, 2e vicomte de Melbourne.